# Paweł (Ponomariow, arcybiskup jarosławski)
Paweł, nazwisko świeckie (seminaryjne) Ponomariow (ur. 1749 w Aleksandrowej Słobodzie, zm. 7 marca?/19 marca 1805 w Jarosławiu) – rosyjski biskup prawosławny.

## Życiorys
Pochodził z rodziny duchownego. W wieku 11 lat został oddany na naukę do niższego seminarium duchownego przy ławrze Troicko-Siergijewskiej, tam też otrzymał nazwisko seminaryjne Ponomariow. Ukończył pełny kurs seminarium duchownego Moskiewskiej Akademii Duchownej, a następnie studia na Uniwersytecie Moskiewskim. Następnie podjął w seminarium w Ławrze pracę wykładowcy. Przed 1782, pozostając wykładowcą seminaryjnym, złożył wieczyste śluby mnisze. Okresowo pełnił obowiązki namiestnika klasztoru.
W 1782 wydał napisany pod kierunkiem metropolity moskiewskiego Platona szkic historii ławry Troicko-Siergijewskiej. Za tę i inne prace teologiczne i historyczne otrzymał w tym samym roku godność archimandryty, po czym został mianowany rektorem Moskiewskiej Akademii Duchownej. Funkcję tę pełnił przez dwa lata. Równocześnie wykładał w Akademii przedmioty teologiczne oraz pracował jako cenzor prac o tematyce religijnej przedstawianych Świętemu Synodowi Rządzącemu lub moskiewskiej izbie synodalnej do druku. Przez rok był przełożonym Monasteru Zaikonospasskiego w Moskwie, w 1783 został przeniesiony do Monasteru Simonowskiego. W 1785 skierowano go z kolei do Monasteru Nowe Jeruzalem w Istrze. Po roku został mianowany przełożonym Monasteru Nowospasskiego, którym kierował przez osiem lat, przeprowadzając na jego terenie znaczące prace renowacyjne w cerkwiach św. Mikołaja, św. Sergiusza z Radoneża oraz Ikony Matki Bożej „Znak”. Będąc przełożonym monasterów zaliczanych do najważniejszych wspólnot monastycznych w Rosji, archimandryta Paweł stał się osobą doskonale znaną Świątobliwemu Synodowi Rządzącemu i carycy Katarzynie II. Od 1792 sam zasiadał w Synodzie.
20 marca 1794 został wyświęcony na biskupa niżnonowogrodzkiego, przyjmując chirotonię w obecności Katarzyny II, z rąk członków Świętego Synodu.
Biskup Paweł zyskał w eparchii niżnonowogrodzkiej opinię surowego hierarchy. Za różne przewinienia kierował duchownych eparchialnych do obowiązkowej pracy w klasztorach i seminariach, nakładał czasowy zakaz odprawiania nabożeństw, niektórych pozbawił święceń. Dyscyplinę zaprowadzał także wśród synów duchownych, którzy na mocy jego ukazów mieli obowiązkowo podejmować naukę w szkołach duchownych, zamieszkując w internatach pod ścisłym nadzorem wychowawców. W 1797 otrzymał order św. Anny I stopnia za swoją działalność w eparchii niżnonowogrodzkiej.
W 1798 został przeniesiony na katedrę twerską. W 1799 został podniesiony do godności arcybiskupiej; przez pół roku przebywał w Petersburgu, uczestnicząc jako członek kadencyjny w sesji Świętego Synodu. W 1800 został przeniesiony na katedrę jarosławską i rostowską. Rok później otrzymał order św. Aleksandra Newskiego. Do 1803 ponownie przebywał w Petersburgu, biorąc udział w pracach Synodu.
Zmarł w 1805 i został pochowany w soborze Zaśnięcia Matki Bożej w Jarosławiu.